# يا أوغندا يا أرض الجمال
 نشيد أوغندا الوطن تم أختياره عام 1962 من كلمات جورج كاكوما.

## النشيد الوطني الأوغندي
أوغندا . أوه ! حماك الله دائما ،
نحن نضع مستقبلنا في يديك ،
الأمم الحرة ،
يا لأجل الحرية
سنقوم معاً دائماً .
أوغندا . أوه ! يا أرض الحرية .
حينها والعمل الذي نقدمه ،
ومع جميع الدول المجاورة
في بلدنا دعوة
وفي السلام والصداقة سنحيا .
أوغندا . أوه ! الأرض التي تطعمنا
بالشمس والتربة الخصبة ننمو
لأرضنا العزيزة
دائماً سنقف
لؤلؤة تاج إفريقيا